# Campiglossa lyncea
Campiglossa lyncea este o specie de muște din genul Campiglossa, familia Tephritidae. A fost descrisă pentru prima dată de Mario Bezzi în anul 1913. Conform Catalogue of Life specia Campiglossa lyncea nu are subspecii cunoscute.